# Měsíc Jupitera
Měsíc Jupitera (Jupiter holdja) je maďarsko-německý koprodukční sci-fi thriller z roku 2017, který režíroval Kornél Mundruczó. Snímek roku 2017 soutěžil o Zlatou palmu na festivalu v Cannes. Pojednává u syrském uprchlíkovi, který na útěku před imigrační policií získá schopnost levitovat.   

## Děj
Syrský uprchlík Aryan Dashni ilegálně překračuje srbsko-maďarskou hranici, když je vážně postřelen členem pohraniční policie. Místo aby zemřel, však objevuje svoji schopnost levitovat. Dostává se do uprchlického tábora, kde jeho tajemství odhalí úplatný doktor, Gábor Stern. Pomůže Aryanovi utéci do Budapešti kde ho vydává za zázračného léčitele a inkasuje od bohatých pacientů vysoké sumy peněz určené na zaplacení svých dluhů. Aryan doufá, že získá zpět své doklady a nalezne otce, s nímž se na hranicích rozdělil. Oběma mužům je neustále v patách policista László, který Aryana postřelil.

## Obsazení
| Zsombor Jéger    | Aryan Dashni |
| György Cserhalmi | László       |
| Merab Ninidze    | Gábor Stern  |
| Mónika Balsai    | Vera         |

## Distribuce
Měsíc Jupitera měl premiéru na filmovém festivalu v Cannes 19. května 2017. Následně byl téhož roku uveden v Turecku, Maďarsku a v roce 2018 v Bulharsku, Jižní Koreji, České republice (distributor Aerofilms) a Velké Británii. Nejvíce se mu dařilo na domácí půdě, zisky v Maďarsku dosáhly 40 893 amerických dolarů.

## Ohlasy

### Zahraniční média
Snímk vzbudil smíšené ohlasy. Na Rotten Tomatoes získal od 40 hodnotících 50% a na Metacritic mu deset hodnotících udělilo 56 bodů ze 100.
Jessica Kiang v časopise Variety pochválila vynikající kameru, ale snímek se podle jejích slov věnuje příliš velkému množství abstraktních témat, takže není jasné, co nakonec sděluje. „Jupiterův měsíc se vyjadřuje k uprchlické krizi, ztrátě náboženské víry v západním světě, zázrakům, vykoupení, terorismu, obětování, vině a odcizení v moderním městském prostředí.“  Dodává, že předchozí snímek Kornéla Mundruczóa Bílý bůh byl „mnohem přímočařejší a uspokojivější“.
Ve stejném duchu se vyjadřuje i Peter Bradshaw, když ve své kritice pro The Guardian píše, že Jupiterův měsíc je „ambiciózní a přehnaný snímek s několika dobrými záběry“.

### Česká média
Jarmila Křenková v Cinepuru upozorňuje na to, že „průniky žánrovosti do uměleckého filmu“ jsou v maďarské kinematografii tradicí. „Je tedy škoda posuzovat Měsíc Jupitera pouze vymezováním se vůči velkým západním vzorům.“
Michal Kříž v časopise Film a doba upozorňuje na návaznost Měsíce Jupitera na předchozí díla režiséra, na jeho „zájem o religiozitu naší minulosti“ a „hyperbolický způsob“ jakým uchopuje témata, který může být pro mnoho diváků „až příliš artistní“.